# Ramón de España Renedo
Ramón de España Renedo (Barcelona, 1956) és un guionista, teòric, escriptor, periodista, traductor i cineasta català.
Llicenciat en Ciències de la Informació per la Universitat Autònoma de Barcelona, el 1981 va ser coordinador dels números 13 a 18 de la revista Bésame mucho i va escriure el guió de La noche de siempre per Montesol. Va continuar escrivint guions per la revista Cairo, articles per a El País i per la revista Star. També va treballar per a El Jueves. Amb Ignasi Vidal-Folch, va publicar el 1997 l'assaig El canón de los cómics que incidia especialment en el còmic europeu i els valors de la narració sobre els de la il·lustració. El 2004, va dirigir el seu primer llargmetratge, Haz conmigo lo que quieras, pel qual va ser nominat en la categoria de millor direcció novell als Premis Goya. En la seva novel·la de 2010El millonario comunista critica un sector de l'esquerra.

## Obra
Pel·lícules
- 2004 Haz conmigo lo que quieras

Assajos
- 2014 El derecho a delirar. Un año en el manicomio catalán, ISBN 9788490602096
- 2013 El manicomio catalán. Reflexiones de un barcelonés hastiado, ISBN 978-84-9970-805-8
- 1998 Sospechosos habituales. ISBN 9788433925350
- 1997 El canón de los cómics, amb Ignasi Vidal-Folch

Historietes
- 1981 La noche de siempre, amb dibuixos de Montesol, a Bésame mucho;
- 1982 Fin de semana, amb dibuixos de Montesol, a Cairo;
- 1984 Velvet Nights, amb dibuixos de Sento, a Cairo;
- 1985 Los fabricantes de estrellas, amb dibuixos de Roger, amb Complot;[1]
- 1997 El amor duele, amb dibuixos de Keko (Glénat España);
- 2004 El sueño de México, amb dibuixos de Tomeu Seguí Nicolau (Edicions de Ponent);
- 2012 La Ola Perfecta, amb dibuixos de Sagar Forniés (Editores de Tebeos).

Novel·les
- Sol, amor y mar
- Nadie es inocente
- Redención
- Un mundo perfecto
- La llamada de la selva
- El millonario comunista